# 황인해
황인해(黄寅亥, 1995년 5월 21일~)는 대한민국의 여성 모델이다.

## 방송
- 고디바SHOW (2021) - 10위

## 수상
- THE LOOK OF THE YEAR KOREA 포토제닉상 (2018)